# Nestegis
Nestegis  é um gênero botânico da família Oleaceae
Encontrado na Nova Zelândia e no Havaí.

## Sinonímia
Gymelaea

### Espécies
| - Nestegis apetala - Nestegis badula - Nestegis collina - Nestegis cunninghamii - Nestegis elliptica - Nestegis eucleoides | - Nestegis lanceolata - Nestegis ligustrina - Nestegis montana - Nestegis monticola - Nestegis sandwicensis - Nestegis vaccinioides |

## Nome e referências
Nestegis Rafinesque, 1838